# Жозефина Батлер
Жозефина Батлер (Нортамберланд, 13. април 1828 — 30. децембар 1906) била је енглеска феминисткиња и друштвена реформаторка из викторијанског доба. Залагала се за женско право гласа, право жена на боље образовање, укидање дечје проституције и престанак трговине женама и децом у Европи.

## Живот и рад
Одрасла је у имућној и политички повезаној породици што је допринело да се у њој развије снажна друштвена свест и да се чврсто држи верских идеала. Године 1852, удала се за Џорџа Батлера, англиканског богослова и учитеља, с којим је имала четворо деце. Смрт ћерке је тешко поднела. Била је то прекретница за њу, па је своја осећања усредсредила на помагање другима. Започела је кампању за женска права у британском закону. Године 1869, укључила се у кампању за поништавање Актова о заразним болестима, законског прописа којим се покушавало контролисати ширење сексуално преносивих болести, нарочито у Британској војсци и Краљевској морнарици, кроз принудни медицински преглед проститутки.
Док је истраживала дејства аката, Жозефина је био згрожена чињеницом да су неке од проститутки имале само 12 година и да су биле коришћене као бело робље. Кампања за борбу против трговине људима довела је до смењивања шефа белгијске полиције, суђења и хапшења његовог заменика и 12 власника јавне куће који су били укључени у трговину. Жозефина се борила против дечје проституције уз помоћ уредника новина The Pall Mall Gazette, Вилијама Томаса, који је 13-годишњу девојчицу од мајке купио за 5 фунти. Накнадни нереди довели су до Акта о изменама и допунама кривичног закона 1885. године.
Жозефина је написала више од 90 књига и памфлета, од којих је већина била у вези с њеном кампањом о правима жена. Њен хришћански феминизам слави Црква Енглеске на Фестивалу Лесер, организованим у њену част и њеним ликом на витражима катедрале у Ливерпулу и цркве Светог Олава у Лондону. Универзитет Дарам назвао је један од својих колеџа по њој. Након њене смрти 1906. године, вођа феминисткиња Милисент Фосет назвала ју је „најзнаменитијом Енглескињом деветнаестог века”. 